# Anthony Bennett
Anthony Bennett, né le 14 mars 1993 à Toronto, est un joueur canadien de basket-ball.

## Biographie

### Carrière universitaire
Considéré comme l'un des meilleurs joueurs de lycée où il a brillé avec Findlay Prep, Anthony Bennett continue de faire ses preuves en NCAA avec les Rebels d'UNLV. Avec 16,1 points par match, il est nommé dans la meilleure équipe de la NCAA.

### Carrière en NBA

#### Cavaliers de Cleveland (2013-2014)
Anthony Bennett se présente à la draft 2013 de la NBA et fait partie des jeunes joueurs invités dans la Green Room, ce qui signifie qu'il est considéré comme l'un des joueurs qui vont être sélectionnés dans les premiers rangs de la draft. Il est sélectionné par les Cleveland Cavaliers en tant que premier choix. Il est le premier joueur canadien de l'histoire à être choisi en premier lors d'une draft.
Cependant, Bennett commence le camp d'entraînement en surpoids à la suite d'une opération à l'épaule et souffre d'asthme et d'allergies.
Il connaît un début de saison très difficile avec un 0 sur 15 au tir lors de ses quatre premiers matchs, ne marquant que deux points sur lancers-francs lors de sa première sortie. Il doit attendre le 23 novembre 2013 et un match contre les Spurs de San Antonio pour passer la barre des 40 % de réussite avec un 4 sur 5 (9 points), accompagné de 5 rebonds.
Le 28 janvier 2014, il marque 15 points et prend 8 rebonds face aux Pelicans de la Nouvelle-Orléans et réalise deux doubles-doubles en une semaine courant février : 19 points, 10 rebonds contre les Kings de Sacramento et 10 points, 11 rebonds contre les Sixers de Philadelphie.
Le 10 mars, Bennett est écarté des parquets pour une durée de trois semaines à la suite d'une blessure au genou. Il ne rejoue pas jusqu'au terme de la saison régulière. Son équipe des Cavaliers de Cleveland ne se qualifie pas pour les playoffs.
Bennett termine sa première saison en NBA avec 51 matchs joués (12,7 minutes de jeu) : 4,1 points, 2,9 rebonds, 0,2 contre, 0,3 passe décisive et 35,2 % de réussite au tir.

#### Timberwolves du Minnesota (2014-2015)
En août 2014, Bennett fait partie d'un échange entre les Cavs, les 76ers de Philadelphie et les Timberwolves du Minnesota. Il part aux Timberwolves avec Andrew Wiggins et Thaddeus Young tandis que Kevin Love arrive à Cleveland et Luc Mbah a Moute et Alexeï Chved arrivent à Philadelphie.
Le 22 septembre 2015, il est coupé par les Timberwolves.

#### Raptors de Toronto (2015-2016)
Le 26 septembre 2015, il signe pour un an dans sa ville natale, aux Raptors de Toronto.
Le 20 décembre 2015, il est envoyé aux Raptors 905, équipe de NBA D-League affiliée aux Raptors de Toronto. Il devient le premier joueur sélectionné en première position d'une draft de la NBA à évoluer en D-League.
Le 1er mars 2016, il est coupé par les Raptors.

#### Nets de Brooklyn (2016-2017)
Le 14 juillet 2016, il signe un contrat d'un an avec les Nets de Brooklyn. Le 27 novembre 2016, Anthony Bennett est assigné aux Nets de Long Island en D-League. Il ne participe qu'à deux rencontres et est rappelé dans l'équipe de Brooklyn. Il est finalement coupé par la formation américaine le 9 janvier 2017.

### Après la NBA
Devant les difficultés à s'imposer en NBA, Anthony Bennett tente le pari de l'Europe pour lancer sa carrière professionnelle. Il s'engage avec le club turc de Fenerbahçe en janvier 2017. Le contrat lie Bennett et le Fenerbahçe jusqu'à la fin de la saison 2017-2018. Bennett ne convainc pas l'entraîneur Željko Obradović et joue peu. Fin mai, Bennett et le Fenerbahçe remportent l'Euroligue mais le contrat entre Bennett et le Fenerbahçe est rompu peu après,.
Fin septembre 2017, il signe avec les Suns de Phoenix. Il est finalement coupé par la franchise de l'Arizona dix-neuf jours plus tard le 12 octobre. Il commence la saison en G-League avec les Suns de Northern Arizona puis est envoyé fin décembre aux Red Claws du Maine. Toujours en G-League, il dispute l'ensemble de la saison 2018-2019 avec les Clippers d'Agua Caliente.
À l'orée de la saison 2019-2020, il participe à la préparation des Rockets de Houston mais une blessure au genou l'empêche d'intégrer l'effectif. Il est finalement coupé par la franchise du Texas le 9 octobre 2019.
En mai 2021, il rejoint Porto Rico en s'engageant avec les Cangrejeros de Santurce.
En août 2021, Bennett s'engage avec l'Hapoël Jérusalem mais quitte le club israélien le 3 janvier 2022. Le 9 février 2022, il rejoint le championnat de Taïwan et l'équipe des Kaohsiung Steelers  pour le reste de la saison.
Le 19 août 2022, il reste à Taïwan en s'engageant avec l'équipe de Hsinchu JKO Lioneers pour la saison 2022-2023. L'année suivante, il reste en Asie en s'engageant avec le club coréen des Goyang Sono Skygunners en KBL.

## Palmarès
- Vainqueur de l'Euroligue 2017

## Records en carrière
Les records personnels d'Anthony Bennett officiellement recensés par la NBA sont les suivants :
| Type de statistique        | Saison régulière | Saison régulière                              | Saison régulière                |
| Type de statistique        | Record           | Adversaire                                    | Date                            |
| -------------------------- | ---------------- | --------------------------------------------- | ------------------------------- |
| Points                     | 20               | Spurs de San Antonio                          | 21 novembre 2014                |
| Paniers marqués            | 9                | Spurs de San Antonio                          | 21 novembre 2014                |
| Paniers tentés             | 14               | Spurs de San Antonio                          | 21 novembre 2014                |
| Paniers à 3 points réussis | 3                | Kings de Sacramento                           | 11 février 2014                 |
| Paniers à 3 points tentés  | 3                | 5 fois                                        |                                 |
| Lancers francs réussis     | 6                | Lakers de Los Angeles                         | 5 février 2014                  |
| Lancers francs tentés      | 9                | Kings de Sacramento                           | 11 février 2014                 |
| Rebonds offensifs          | 6                | Kings de Sacramento                           | 22 novembre 2014                |
| Rebonds défensifs          | 10               | @ Spurs de San Antonio                        | 6 décembre 2014                 |
| Rebonds totaux             | 11               | @ Sixers de Philadelphie                      | 18 février 2014                 |
| Passes décisives           | 4                | @ Mavericks de Dallas @ Bucks de Milwaukee    | 15 novembre 2014 9 janvier 2015 |
| Interceptions              | 3                | Spurs de San Antonio                          | 21 novembre 2014                |
| Contres                    | 2                | 3 fois                                        |                                 |
| Balles perdues             | 5                | @ Spurs de San Antonio Sixers de Philadelphie | 23 novembre 2013 7 janvier 2014 |
| Minutes jouées             | 32               | Spurs de San Antonio                          | 21 novembre 2014                |

- Double-double : 4 (au terme de la saison 2014/2015)
- Triple-double : aucun.

## Clubs successifs
- 2013-2014 :  Cavaliers de Cleveland (NBA)
- 2014-2015 :  Timberwolves du Minnesota (NBA)
- 2015-2016 :  Raptors de Toronto (NBA) / Raptors 905 (D-League)
- 2016 - 2017 :
  -  Nets de Brooklyn (NBA) / Nets de Long Island (D-League)
  -  Fenerbahçe Ülker (TBL)
- 2017 :  Suns de Northern Arizona (G-League)
- 2017 - 2018 :  Red Claws du Maine (G-League)
- 2018 - 2019 :  Clippers d'Agua Caliente (G-League)
- 2021 :  Cangrejeros de Santurce (BSN)
- 2021 - jan 2022 :  Hapoël Jérusalem (Ligat Winner)
- 2022 :  Kaohsiung Steelers (SBL)
- 2022-2023 :  Hsinchu JKO Lioneers (SBL)
- Depuis 2023 :  Goyang Sono Skygunners (KBL)